# Arseniusz (biskup Nowej Doliny)
Arseniusz (wł. Markus al-Abnudi) – duchowny Koptyjskiego Kościoła Ortodoksyjnego, od 2018 biskup Nowej Doliny. Sakrę biskupią otrzymał 25 listopada 2018.